# Sant Antoni de Puigdellívol
Sant Antoni de Pàdua és una església del municipi de Sant Mateu de Bages (Bages) inclosa en l'Inventari del Patrimoni Arquitectònic de Catalunya.

## Descripció
És un edifici religiós. Capella construïda prop de la masia Puigdellívol en el fondal del vessant meridional de Castelltallat.

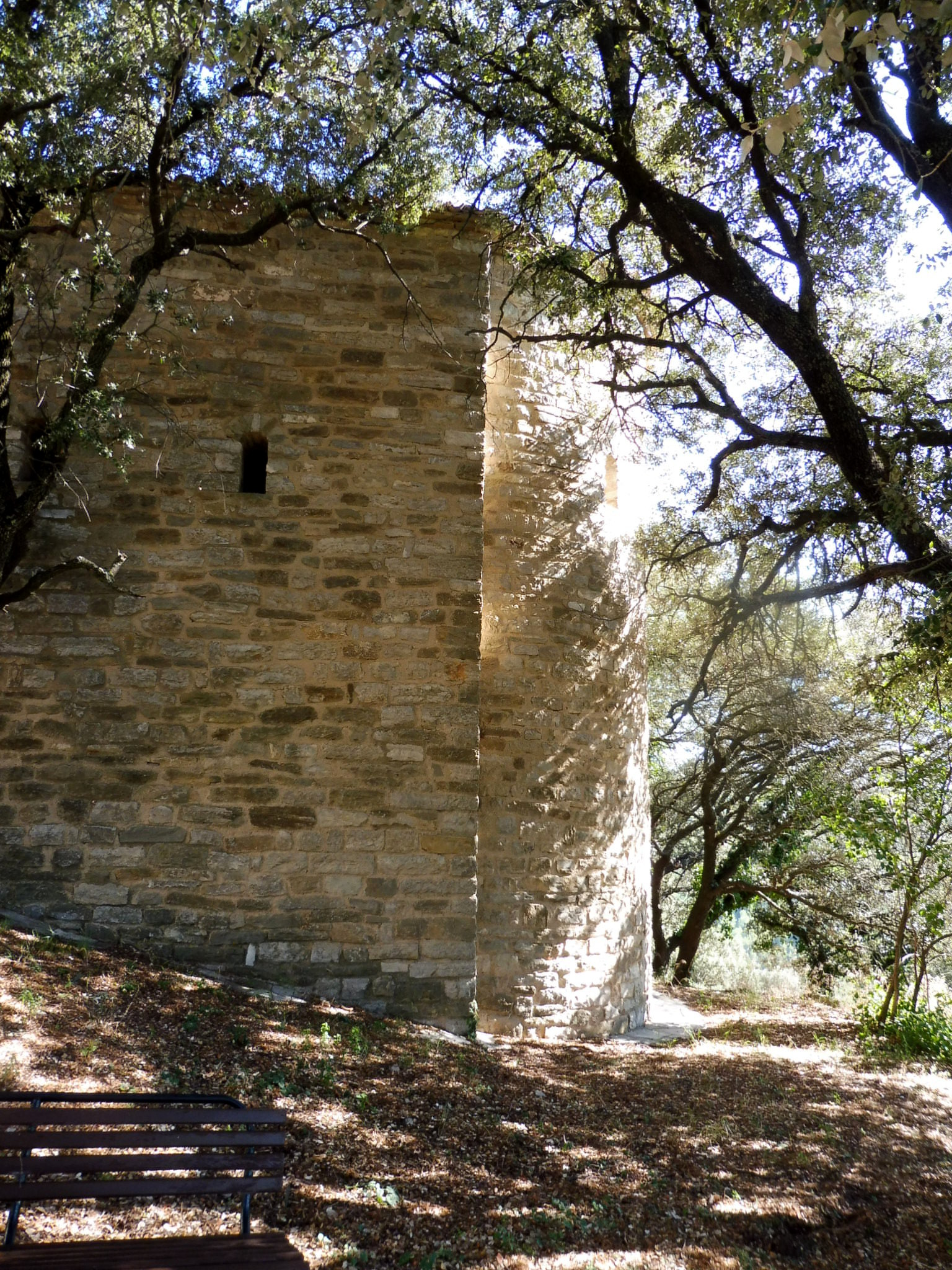
Absis

 És una construcció recent realitzada tota ella en pedra i intentant reviure l'esperit popular. Presenta una nau amb absis semicircular llis. Està construïda en un pendent del terreny que és aprofitada per fer una cripta (petita) a l'interior. Té finestres en la part superior i un ócul amb vidriera en la façana. L'interior està molt arreglat i té l'altar alçat sobre la cripta.